# Louis de Régemortes
Louis de Régemortes, auch Louis de Règemorte, (* um 1709; † 18. April 1774 in Montargis, Département Loiret) war ein französischer Bauingenieur, der sich insbesondere als Brückenbau-Ingenieur und Deichbau-Ingenieur Verdienste erwarb.
Sein Vater war bereits unter dem Festungsbaumeister Vauban am Bau der Festung Neuf-Brisach im Elsass tätig und für die Anlage des später Canal Vauban genannten Kanals verantwortlich. Später wurde er als Mitglied des Corps des ingénieurs des ponts et chaussées in Orléans für die Deiche an der Loire zuständig.
Louis de Régemortes wurde ebenfalls Ingénieur des ponts et chaussées. Zusammen mit seinem Bruder Noël war er für die Deiche der Loire sowie für den Canal d’Orléans und den Canal du Loing verantwortlich. In dieser Position hatte er zahlreiche Bauwerke auszuführen. Bekannt wurde er vor allem mit der später Pont Régemortes genannten Brücke von Moulins über den Allier. Dieser aus dem Massif Central kommende Fluss hatte mit seinen reißenden Hochwassern die Brücken von Moulins immer wieder nach kurzer Zeit fortgespült, zuletzt eine Steinbrücke, die kurz vor der Eröffnung stand. Louis de Régemortes ließ die Brücke nach gründlichen Voruntersuchungen in den Jahren 1753 bis 1763 ausführen – sie hat bis heute alle Hochwasser überstanden und ist immer noch die einzige Straßenbrücke zwischen Moulins und dem westlichen Ufer des Flusses. 
Louis de Régemortes beschrieb den Bau der Brücke und der dabei angetroffenen Probleme ausführlich in dem 1771 veröffentlichten Werk Description du nouveau pont de pierre construit sur la rivière d'Allier à Moulins.
Er starb ohne Nachkommen in Montargis, wo er in der Kirche Sainte-Madeleine beigesetzt wurde.